# DJ Cia
Jeferson dos Santos Vieira (São Paulo, 31 de agosto de 1973), mais conhecido pelo seu nome artístico DJ Cia, é um produtor musical, ator e DJ brasileiro. Conhecido por ser um dos integrantes do grupo paulista RZO é o vencedor de inúmeros prêmios, ele é considerado um dos maiores DJs do Brasil.

## Carreira

O pai de Jeferson dos Santos Vieira., conhecido como DJ Alemão tocava em bailes e festas, o qual integrava o grupo "Transa Som". Este foi um dos principais motivos para Jeferson ingressar no rap e na música. Aos dezesseis anos, começava a abrir bailes onde seu pai discotecava , e aos dezoito, começou a integrar a equipe da Zona Oeste de São Paulo "Hot Gang" e comandou um programa na 105 FM por dois anos. Após, fez parte de outras equipes de rádio até ingressar na "Flash Rap Gang", onde venceu um concurso "Chic Show". Começou com um programa chamado "Cia DJ", o qual resultou em um sucesso para o DJ, tendo ingressado em um campeonato de hip hop no ano de 1996.
Neste concurso idealizado por KL Jay e Xis, Cia DJ teve seu nome artístico alterado para "DJ Cia" por um organizador do evento. Conquistou o prêmio na categoria da Zona Oeste e ficou em segundo na fase final. Neste campeonato, ele encontrou a Nill, integrante do grupo MRN, o qual convidou-lhe para realizar shows pelo Brasil. Começava ali a carreira profissional do DJ. Teve seu auge no RZO, onde ganhou uma música em sua homenagem, homonômia ao seu pseudônimo.
Em sua carreira internacional, ele foi convidado pelo consagrado rapper estadunidense Jay-Z a fazer parte da sua gravadora Roc-A-Fella Records, em fevereiro de 2005, e gravar músicas com artistas como Melissa Johnson e Will Millions. Além disso, a gravadora Dash Music Group também interessou-se pelo seu trabalho. DJ Cia já discotecou ou abriu shows com artista como Snoop Dogg, Lost Boys, Naught by Nature, Ja Rule, Dax Efx, Killarmy, Public Enemy, DJ Logic, DJ Mr Chuck (Beat Junkies), Afrika Bambaataa, entre outros. Apresentou o Video Music Brasil 2004 para cerca de 3.000 pessoas tendo apresentado-se ao vivo, após conquistar a categoria de DJ de rap.
Segundo estimativas, DJ Cia é quem mais toca no Brasil. Trabalha também como produtor musical dos rappers Sandrão e Helião, que integraram junto com ele o RZO. Foi um dos destaques dos scratches da Rio Music Conference. Atualmente está na produção de sua primeira mixtape, intitulada Mixtape Vol. 1, a qual contará com a participação especial de diversos artistas.

## Álbuns produzidos

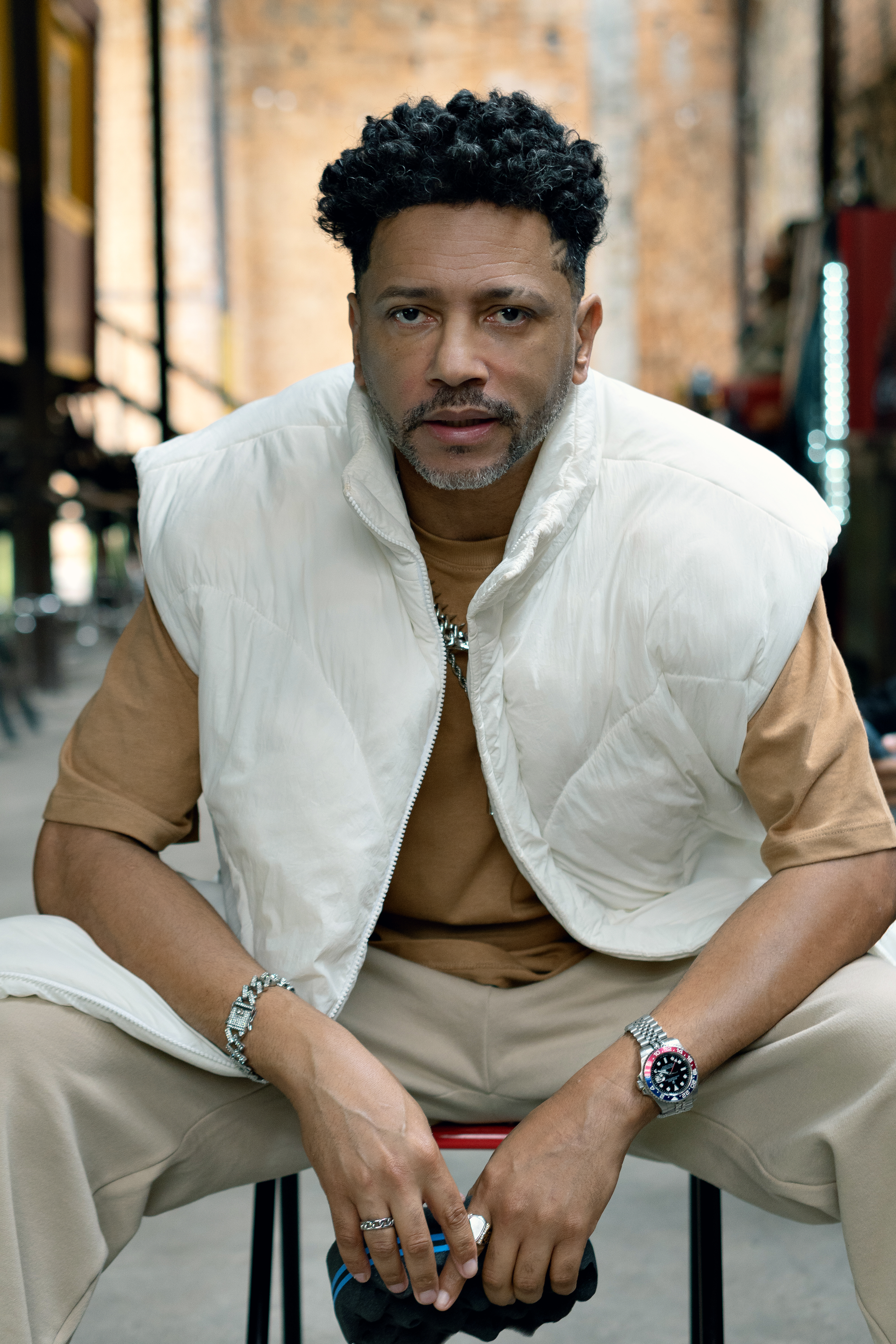

Como produtor, Cia produziu as seguintes músicas:
- DBS e a Quadrilha - O Clã Prossegue
- U-Time - Trutas e Quebradas
- Rosana Bronks - Jogar pra Ganhar
- Marcelo D2 - Meu Samba é Assim
- Coletânea Pitch Zero - Se Liga aí Sangue Bom
- Coletânea 12 Revelações - Menores Conscientes
- KL Jay - Na Batida Vol. 3
- Sabotage - Rap é Compromisso!
- Elza Soares - Do cóccix até o pescoço
- Charlie Brown Jr. - Nadando com os Tubarões
- Xis - Xis apresenta Hip Hop SP
- Charlie Brown Jr. - Acústico MTV
- Agosto Negro - (faixas Tenta Copiar, com KL Jay e Americanos com RZO)
- Charlie Brown Jr. - Tâmo Aí na Atividade
- Visão de Rua - A noiva do Thock
- Nature - Projeto The Firm (Queens, Nova Iorque)
- Dominations - Underground Hip Hop Group (Nova Iorque)
- Lil' Flip (Houston, Atlanta) U-God - Wu Tan Clan (Nova Iorque)
- Melissa Jimenez - UniversalSRC Records (Nova Iorque)
- Daniela Mercury - Balé Mulato
- Função RHK - Eu amo você
- DBS e a Quadrilha - O Clã da Vila
- Sway (Londres, Inglaterra)
- Cabal - PROva Cabal
- Caetano Veloso - A Foreign Sound
- Apocalipse 16 - D'Alma
- Edu Ribeiro - Edu Ribeiro e Cativeiro
- Racionais Mcs - Cores e Valores
- Mano Brown - boogie naipe
- Eltin Mc - Mr. Ganja
- Slow Gang - Maratona

## Prêmios
| Ano  | Prêmio                         | Categoria                                                      | Resultado | Ref    |
| ---- | ------------------------------ | -------------------------------------------------------------- | --------- | ------ |
| 1998 | Melhor DJ de Hip hop do Brasil |                                                                | Venceu    | [ 2 ]  |
| 2000 | Melhor DJ de Hip hop do Brasil |                                                                | Indicado  | [ 2 ]  |
| 2001 | Prêmio Hutúz                   | DJ de Grupo                                                    | Venceu    | [ 6 ]  |
| 2002 | Prêmio Hutúz                   | DJ de Grupo                                                    | Indicado  | [ 7 ]  |
| 2003 | Prêmio Hutúz                   | DJ de Grupo                                                    | Venceu    | [ 8 ]  |
| 2003 | Prêmio Hutúz                   | Melhor Produtor Musical                                        | Indicado  | [ 8 ]  |
| 2004 | Prêmio Hutúz                   | Melhor Produtor Musical                                        | Indicado  | [ 9 ]  |
| 2006 | Prêmio Hutúz                   | Melhor Produtor Musical                                        | Indicado  | [ 10 ] |
| 2009 | Prêmio Hutúz                   | Melhor Produtores Musicais da Década                           | Indicado  | [ 11 ] |
| 2009 | Prêmio Hutúz                   | Melhores DJs da Década                                         | Venceu    | [ 11 ] |
| 2010 | Prêmio Revista Top Business    | Marketing & Empreendedorismo                                   | Venceu    |        |
| 2012 | Prêmio Revista Rolling Stones  | Melhor Música Brasileira (Mil Faces de um Homem Leal)          | Venceu    |        |
| 2012 | Prêmio VMB                     | Clipe do Ano (Mil Faces de um Homem Leal)                      | Venceu    |        |
| 2013 | Prêmio Grammy Latino           | Melhor Álbum Pop Contemporâneo (Músicas para Churrasco Vol. 01 | Venceu    |        |
| 2017 | Prêmio Grammy Latino           | Melhor Álbum Pop Contemporâneo (Boogie Naipe)                  | Indicado  |        |